# Paloue guianensis
Paloue guianensis är en ärtväxtart som beskrevs av Jean Baptiste Christophe Fusée Aublet. Paloue guianensis ingår i släktet Paloue och familjen ärtväxter. Inga underarter finns listade i Catalogue of Life.